# سوزانا لی
سوزانا لی (انگلیسی: Suzanna Leigh; ۲۶ ژوئیهٔ ۱۹۴۵ – ۱۱ دسامبر ۲۰۱۷) هنرپیشه اهل بریتانیا بود. وی بین سال‌های ۱۹۵۶ تا ۲۰۱۶ میلادی فعالیت می‌کرد.
از فیلم‌ها یا برنامه‌های تلویزیونی که وی در آن نقش داشته‌است می‌توان به بوئینگ بوئینگ، تام انگشتی اشاره کرد.